# The Apostle
The Apostle (bra: O Apóstolo) é um filme de 1997, escrito e dirigido por Robert Duvall, que interpreta o personagem título. Foi filmado principalmente nos arredores de Saint Martinville e Des Allemands, Louisiana.

## Enredo
Euliss F. "Sonny" Dewey é um pregador pentecostal carismático . Sua esposa Jessie começou um relacionamento adúltero com um ministro da juventude chamado Horace. Ela recusa o desejo de Sonny de conciliar, embora ela assegure-lhe que não interferirá com seu direito de ver seus filhos. Ela também conspirou para usar os estatutos da igreja para que ele fosse removido do poder. Sonny pergunta a Deus o que fazer, mas não recebe resposta. Muitos dos lados da congregação com Jessie nesta disputa. Sonny, no entanto, se recusa a iniciar uma nova igreja, insistindo que o que o forçou a sair era "sua" igreja. No jogo da Liga das Meninas de seu filho , Sonny, em um ajuste emocional e bêbado, ataca Horace com um morcego e o coloca em coma; Horace depois morre.
Um fugitivo Sonny mergulha seu carro em um rio e se livra de todas as informações de identificação. Depois de destruir todas as evidências de seu passado, Sonny se rebatiza e se anseia como "O Apóstolo EF". Ele sai do Texas e acaba no bayous da Louisiana, onde ele persuade um ministro aposentado chamado Blackwell para ajudá-lo a começar uma nova igreja . Ele trabalha com vários trabalhos estranhos e usa o dinheiro para construir a igreja e para ganhar tempo para pregar em uma estação de rádio local. Sonny também começa a namorar o recepcionista da estação.
Com a energia e o carisma de Sonny, a igreja logo tem um rebanho fiel e racialmente integrado. Sonny até consegue converter um trabalhador da construção racista que aparece em um piquenique da igreja com intenção de destruição. Enquanto trabalhava em um restaurante local, Sonny vê sua nova namorada em público com seu marido e filhos, aparentemente reconciliados. Sonny sai, prometeu nunca voltar para lá.
Jessie ouve uma transmissão de rádio do Apostolo EF e chama a polícia em Sonny. A polícia aparece no meio de um serviço noturno, mas permite que Sonny termine enquanto esperam lá fora. No final pungente, Sonny entrega um sermão apaixonado antes de contar ao seu rebanho que ele tem que ir. Na cena final, Sonny, agora parte de uma gangue de corrente , prega aos presos enquanto trabalham ao longo do lado de uma rodovia

## Elenco
- Robert Duvall - Euliss 'Sonny' Dewey - The Apostle E.F.
- Farrah Fawcett - Jessie Dewey
- Billy Bob Thornton - Troublemaker
- June Carter Cash - Sra. 'Momma' Dewey Sr.
- Miranda Richardson - Toosie
- Todd Allen - Horace
- Brother Paul Bagget - Tag Team Preacher #3
- Lenore Banks - Female Sonny Supporter
- John Beasley - Brother C. Charles Blackwell
- Mary Lynette Braxton - Mother Blackwell
- Brett Brock - Helper
- Christopher Canady - irmã de Johnson's Twin
- Christian Canady - irmã de Johnson's Twin
- Elizabeth Chisolm - cantora
- Brother William Atlas Cole - Bayou Man